# Nordkorea i olympiska sommarspelen 2004
Nordkorea i olympiska sommarspelen 2004 bestod av 36 idrottare som blivit uttagna av Nordkoreas olympiska kommitté.

## Bordtennis
Herrsingel
- O Il
  - Omgång 1: Besegrade Jose Luyindula från Kongo-Kinshasa (11 - 8, 11 - 8, 11 - 4, 11 - 7)
  - Omgång 2: Förlorade mot Leung Chu Yan från Hongkong (3 - 11, 9 - 11, 13 - 11, 4 - 11, 8 - 11)

Damsingel
- (15) Kim Hyon-Hui
  - Omgång 1: Bye
  - Omgång 2: Bye
  - Omgång 3: Besegrade Jing Jun Hong från Singapore (7 - 11, 11 - 8, 6 - 11, 11 - 5, 11 - 4, 11 - 9)
  - Omgång 4: Förlorade mot Tie Yana från Kina (6 - 11, 7 - 11, 4 - 11, 11 - 8, 8 - 11)

- Kim Hyang-Mi
  - Omgång 1: Bye
  - Omgång 2: Bye
  - Omgång 3: Besegrade (12) Mihaela Steff från Rumänien (7 - 11, 11 - 8, 11 - 7, 11 - 7, 6 - 11, 11 - 9)
  - Omgång 4: Besegrade (3) Niu Jianfeng från Kina (11 - 8, 11 - 9, 11 - 9, 11 - 4)
  - Kvartsfinal: Besegrade Zhang Xueling från Singapore (11 - 7, 11 - 4, 9 - 11, 11 - 8, 8 - 11, 12 - 10)
  - Semifinal: Besegrade (6) Li Jiawei från Singapore (8 - 11, 11 - 6, 0 - 11, 8 - 11, 11 - 8, 11 - 6, 11 - 9)
  - Final: Förlorade mot (1) Zhang Yining från Kina ( 11 - 8, 11 - 7, 11 - 2, 11 - 2)

- Kim Yun-Mi
  - Omgång 1: Bye
  - Omgång 2: Besegrade Cecilia Otu Offiong från Nigeria (11 - 8, 11 - 6, 9 - 11, 12 - 10, 11 - 8)
  - Omgång 3: Förlorade mot (2) Wang Nan från Kina (6 - 11, 15 - 13, 11 - 8, 2 - 11, 5 - 11, 9 - 11)

Damdubbel
- (8) Kim Hyon-Hui och Kim Hyang-Mi
  - Omgång 1: Bye
  - Omgång 2: Bye
  - Omgång 3: Bye
  - Omgång 4: Besegrade Chunli Li och Karen Li från Nya Zeeland (11 - 8, 11 - 13, 11 - 6, 11 - 13, 11 - 5, 11 - 4)
  - Kvartsfinal: Förlorade mot (3) Lee Eun-Sil och Seok Eun-Mi från Sydkorea (10 - 12, 11 - 4, 9 - 11, 8 - 11, 11 - 9, 7 - 11)

## Boxning
| Idrottare    | Gren          | Sextondelsfinaler    | Åttondelsfinaler        | Kvartsfinaler        | Semifinaler           | Final                          | Final            |
| Idrottare    | Gren          | Motståndare Resultat | Motståndare Resultat    | Motståndare Resultat | Motståndare Resultat  | Motståndare Resultat           | Placering        |
| ------------ | ------------- | -------------------- | ----------------------- | -------------------- | --------------------- | ------------------------------ | ---------------- |
| Kwak Hyok-Ju | Lätt flugvikt | Ali (IRQ) L 7-21     | Gick inte vidare        | Gick inte vidare     | Gick inte vidare      | Gick inte vidare               | Gick inte vidare |
| Kim Song-Guk | Fjädervikt    | BYE                  | Kupatadze (GEO) W 25-14 | Ganiyu (NGR) W 32-11 | Tajbert (GER) W 29-24 | Final Tishchenko (RUS) L 17-39 | 2                |

## Brottning
Fristil, herrar 55 kg
- O Song-Nam
  - Pool 7
    - Förlorade mot Amiran Karntanov of Grekland (3 - 4)
    - Besegrade Martin Berberyan från Armenien (5 - 2; 6:15)
    - Besegrade Harun Dogan från Turkiet (föll på skada)

  - 2:a i poolen, gick inte vidare (8 TP, 8 CP, 8:a totalt)

## Friidrott
Herrar
Bana, maraton och gång
| Idrottare       | Gren    | Heat     | Heat      | Kvartsfinal | Kvartsfinal | Semifinal | Semifinal | Final    | Final     |
| Idrottare       | Gren    | Resultat | Placering | Resultat    | Placering   | Resultat  | Placering | Resultat | Placering |
| --------------- | ------- | -------- | --------- | ----------- | ----------- | --------- | --------- | -------- | --------- |
| Jong Myong-Chol | Maraton | i.u.     | i.u.      | i.u.        | i.u.        | i.u.      | i.u.      | 2:19:47  | 35        |

Damer
Bana, maraton och gång
| Idrottare    | Gren    | Heat     | Heat      | Kvartsfinal | Kvartsfinal | Semifinal | Semifinal | Final    | Final     |
| Idrottare    | Gren    | Resultat | Placering | Resultat    | Placering   | Resultat  | Placering | Resultat | Placering |
| ------------ | ------- | -------- | --------- | ----------- | ----------- | --------- | --------- | -------- | --------- |
| Ham Bong-Sil | Maraton | i.u.     | i.u.      | i.u.        | i.u.        | i.u.      | i.u.      | DNF      | x         |
| Jo Bun-Hui   | Maraton | i.u.     | i.u.      | i.u.        | i.u.        | i.u.      | i.u.      | 2:55:54  | 56        |
| Jong Yong-Ok | Maraton | i.u.     | i.u.      | i.u.        | i.u.        | i.u.      | i.u.      | 2:37:52  | 21        |

## Gymnastik

### Artistisk
Herrar
Mångkamp, ind.
| Idrottare    | Kval    | Kval    | Kval    | Kval    | Kval    | Kval    | Kval   | Kval      | Final            | Final            | Final            | Final            | Final            | Final            | Final            | Final            |
| Idrottare    | Redskap | Redskap | Redskap | Redskap | Redskap | Redskap | Totalt | Placering | Redskap          | Redskap          | Redskap          | Redskap          | Redskap          | Redskap          | Totalt           | Placering        |
| Idrottare    | F       | PH      | R       | V       | PB      | HB      | Totalt | Placering | F                | PH               | R                | V                | PB               | HB               | Totalt           | Placering        |
| ------------ | ------- | ------- | ------- | ------- | ------- | ------- | ------ | --------- | ---------------- | ---------------- | ---------------- | ---------------- | ---------------- | ---------------- | ---------------- | ---------------- |
| Kim Hyon-Il  | i.u.    | 9.112   | i.u.    | i.u.    | 9.537   | i.u.    | i.u.   | i.u.      | Gick inte vidare | Gick inte vidare | Gick inte vidare | Gick inte vidare | Gick inte vidare | Gick inte vidare | Gick inte vidare | Gick inte vidare |
| Ri Jong-Song | 9.675   | i.u.    | i.u.    | 9.162   | i.u.    | i.u.    | i.u.   | i.u.      | Gick inte vidare | Gick inte vidare | Gick inte vidare | Gick inte vidare | Gick inte vidare | Gick inte vidare | Gick inte vidare | Gick inte vidare |

Damer
Mångkamp, lag
| Idrottare      | Kval    | Kval    | Kval    | Kval    | Kval    | Kval      | Final            | Final            | Final            | Final            | Final            | Final            |
| Idrottare      | Redskap | Redskap | Redskap | Redskap | Totalt  | Placering | Redskap          | Redskap          | Redskap          | Redskap          | Totalt           | Placering        |
| Idrottare      | V       | UB      | BB      | F       | Totalt  | Placering | V                | UB               | BB               | F                | Totalt           | Placering        |
| -------------- | ------- | ------- | ------- | ------- | ------- | --------- | ---------------- | ---------------- | ---------------- | ---------------- | ---------------- | ---------------- |
| Han Jong-Ok    | i.u.    | 9.537   | 8.000   | i.u.    | i.u.    | i.u.      | Gick inte vidare | Gick inte vidare | Gick inte vidare | Gick inte vidare | Gick inte vidare | Gick inte vidare |
| Hong Su-Jong   | 9.075   | 9.200   | 8.212   | 8.475   | 34.962  | 50        | Gick inte vidare | Gick inte vidare | Gick inte vidare | Gick inte vidare | Gick inte vidare | Gick inte vidare |
| Kang Yun-Mi    | 9.637 Q | i.u.    | i.u.    | 8.850   | i.u.    | i.u.      | Gick inte vidare | Gick inte vidare | Gick inte vidare | Gick inte vidare | Gick inte vidare | Gick inte vidare |
| Kim Un-Jong    | 9.125   | 9.475   | 8.412   | 9.050   | 36.062  | 36        | Gick inte vidare | Gick inte vidare | Gick inte vidare | Gick inte vidare | Gick inte vidare | Gick inte vidare |
| Pyon Kwang-Sun | 9.200   | 9.600 Q | 9.062   | 8.650   | 36.512  | 23 Q      | 8.525            | 9.587            | 8.850            | 8.900            | 35.862           | 17               |
| Ri Hae-Yon     | 8.762   | 8.862   | 8.600   | 8.687   | 34.911  | 52        | Gick inte vidare | Gick inte vidare | Gick inte vidare | Gick inte vidare | Gick inte vidare | Gick inte vidare |
| Lagtotal       | 37.037  | 37.812  | 34.286  | 35.237  | 144.372 | 12        | Gick inte vidare | Gick inte vidare | Gick inte vidare | Gick inte vidare | Gick inte vidare | Gick inte vidare |

Individuella finaler
| Gymnast        | Redskap | Poäng | Placering |
| -------------- | ------- | ----- | --------- |
| Kang Yun-Mi    | Hopp    | 9.381 | 5         |
| Pyon Kwang-Sun | Barr    | 9.600 | 4         |

## Judo
Herrar
| Idrottare    | Gren                    | Sextondelsfinal           | Åttondelsfinal       | Kvartsfinal          | Semifinal            | Återkval             | Final                | Final            |
| Idrottare    | Gren                    | Motståndare Resultat      | Motståndare Resultat | Motståndare Resultat | Motståndare Resultat | Motståndare Resultat | Motståndare Resultat | Placering        |
| ------------ | ----------------------- | ------------------------- | -------------------- | -------------------- | -------------------- | -------------------- | -------------------- | ---------------- |
| Pak Nam-Chol | Extra lättvikt (-60 kg) | Lounifi (TUN) L 0001-1000 | Gick inte vidare     | Gick inte vidare     | Gick inte vidare     | Gick inte vidare     | Gick inte vidare     | Gick inte vidare |

Damer
| Idrottare    | Gren                     | Sextondelsfinal            | Åttondelsfinal              | Kvartsfinal              | Semifinal                 | Återkval                                                                 | Final                                      | Final            |
| Idrottare    | Gren                     | Motståndare Resultat       | Motståndare Resultat        | Motståndare Resultat     | Motståndare Resultat      | Motståndare Resultat                                                     | Motståndare Resultat                       | Placering        |
| ------------ | ------------------------ | -------------------------- | --------------------------- | ------------------------ | ------------------------- | ------------------------------------------------------------------------ | ------------------------------------------ | ---------------- |
| Kyong Ok-Ri  | Extra lättvikt (-48 kg)  | Yildiz (TUR) L 0021-0111   | Gick inte vidare            | Gick inte vidare         | Gick inte vidare          | Gick inte vidare                                                         | Gick inte vidare                           | Gick inte vidare |
| Ri Sang-Sim  | Halv lättvikt (-52 kg)   | Yokosawa (JPN) L 0000-1000 | Gick inte vidare            | Gick inte vidare         | Gick inte vidare          | Omgång 1 Diédhiou (SEN) W 0020-0000 Omgång 2 Singleton (GBR) L 0010-0011 | Gick inte vidare                           | Gick inte vidare |
| Kye Sun-Hui  | Lättvikt (-57 kg)        | Bezzina (MLT) W 1010-0000  | Yukhareva (RUS) W 0031-0010 | Cox (GBR) W 1010-0010    | Lupetey (CUB) W 1000-0000 | i.u.                                                                     | Gold Medal Final Bönisch (GER) L 0010-0011 | 2                |
| Hong Ok-Song | Halv mellanvikt (-63 kg) | Scapin (ITA) W 0001-0000   | Moller (RSA) W 1000-0000    | Heill (AUT) L 0010-0100  | Gick inte vidare          | Omgång 2 Rousey (USA) W 0010-0001 Omgång 3 González (CUB) L 0000-1010    | Gick inte vidare                           | Gick inte vidare |
| Kim Ryon-Mi  | Mellanvikt (-70 kg)      | BYE                        | Moreira (ANG) W 1010-0000   | Arlove (AUS) L 0100-1000 | Gick inte vidare          | Omgång 2 Pažoutová (CZE) W 0100-0011 Omgång 3 Jacques (BEL) L 0030-0110  | Gick inte vidare                           | Gick inte vidare |

## Simhopp
Herrar
| Idrottare      | Gren | Kval   | Kval      | Semifinal | Semifinal | Final            | Final            |
| Idrottare      | Gren | Poäng  | Placering | Poäng     | Placering | Poäng            | Placering        |
| -------------- | ---- | ------ | --------- | --------- | --------- | ---------------- | ---------------- |
| Choe Hyong-gil | 10 m | 419,58 | 16 Q      | 600,36    | 15        | Gick inte vidare | Gick inte vidare |
| Pak Yong-ryong | 10 m | 414,33 | 17 Q      | 596,01    | 17        | Gick inte vidare | Gick inte vidare |

Damer
| Idrottare    | Gren | Kval   | Kval      | Semifinal        | Semifinal        | Final            | Final            |
| Idrottare    | Gren | Poäng  | Placering | Poäng            | Placering        | Poäng            | Placering        |
| ------------ | ---- | ------ | --------- | ---------------- | ---------------- | ---------------- | ---------------- |
| Jon Hyon-ju  | 10 m | 272,01 | 22        | Gick inte vidare | Gick inte vidare | Gick inte vidare | Gick inte vidare |
| Kim Kyong-ju | 10 m | 263,52 | 25        | Gick inte vidare | Gick inte vidare | Gick inte vidare | Gick inte vidare |